# Cezarea (Izrael)
Cezarea (hebr. קיסריה, Kesarja) – wieś położona w Samorządzie Regionu Chof ha-Karmel, w dystrykcie Hajfa, w Izraelu.

## Położenie
Leży na równinie Szaron na wybrzeżu Morza Śródziemnego na północ od miasta Hadera, w otoczeniu miasta Or Akiwa, miasteczka Dżisr az-Zarka, kibucu Sedot Jam, oraz moszawu Bet Chananja. W wiosce zamieszkuje wielu izraelskich i międzynarodowych biznesmenów. Dlatego są tutaj osiedla luksusowych rezydencji, w tym rodziny Rotschildów, Arcadi Gaydamaka i innych.

## Historia
Historycy wskazują, że Cezarea została zbudowana na ruinach miasta, w epoce hellenistycznej znanego jako Stratonospyrgos, gdyż założonego przez władcę Sydonu Stratona I. Prawdopodobnie początkowo znajdował się tutaj skład produktów rolniczych. W 90 roku p.n.e. Stratonospyrgos zdobył Aleksander Jannaj, król Judei i arcykapłan z dynastii Hasmoneuszy. Powstał tutaj port morski, który odgrywał strategiczną rolę w państwie Machabeuszy. W 63 roku p.n.e. miasto zajęli Rzymianie, którzy ogłosili Stratonospyrgos autonomicznym miastem. W 6 roku n.e. miasto stało się siedzibą namiestników rzymskich w Judei (prokuratorów).

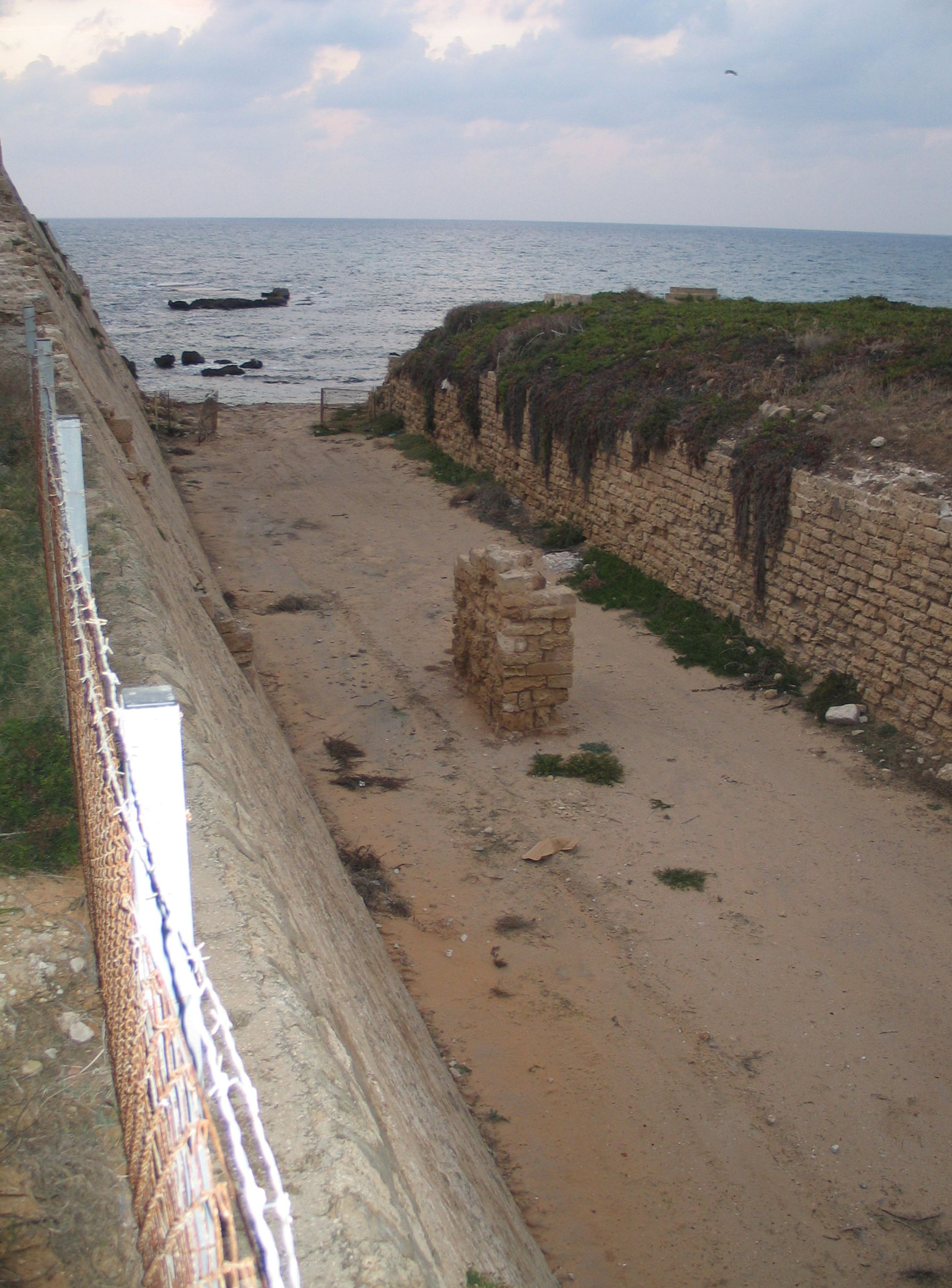
Pozostałości murów obronnych i fosy w Cezarei

Swoją współczesną nazwę Cezarea zawdzięcza Herodowi Wielkiemu, który nazwał miasto na cześć cesarza. W 22 roku rozpoczął on budowę głębokiego portu morskiego oraz wybudował magazyny, rynki, drogi, łaźnie miejskie i świątynie rzymskich bogów. Miasto było co pięć lat gospodarzem igrzysk, podczas których odbywały się walki gladiatorów oraz występy teatralne. Cezarea odegrała także rolę w historii chrześcijaństwa. To właśnie tutaj znajdowała się siedziba rządów rzymskiego prefekta Judei Poncjusza Piłata. To właśnie tutaj Piotr Apostoł nawrócił rodzinę pierwszego poganina przyjmującego chrześcijaństwo – rodzinę Korneliusza. W Cezarei przez dwa lata był więziony Apostoł Paweł. W 66 roku w Cezarei doszło do buntu ludności żydowskiej przeciwko panowaniu rzymskiemu w Judei. Wybuch powstania został sprowokowany przez Greków, którzy podczas szabatu ofiarowali w pogańskim obrządku ptaki przed wejściem do lokalnej synagogi. Starcia bardzo szybko rozprzestrzeniły się na cały kraj, doprowadzając do wybuchu wojny rzymsko-żydowskiej (66–73).
Gdy Rzymianie stłumili powstanie i zburzyli Jerozolimę, wówczas nadmorska Cezarea stała się stolicą prowincji Palestyna. Również w 135 roku, po stłumieniu powstania Bar-Kochby, Rzymianie torturowali i stracili w Cezarei rabina Akiva ben Josefa.
W III wieku żydowscy rabini zwolnili miasto od obowiązku wypełniania obowiązków prawa żydowskiego. Wynikało to z faktu, że większość mieszkańców Cezarei było nie-Żydami. W 325 cesarz Konstantyn I Wielki ze względu na poziom studiów teologicznych ogłosił je miastem chrześcijańskim. Tu, po wygnaniu z Aleksandrii w 233 r., założył własną szkołę teologiczną Orygenes. Szkoła ta stała się bardzo głośna. Po jego śmierci, pozostawioną biblioteką zaopiekował się Pamfil (ok. 240-309), który przyczynił się do rozwoju Cezarei jako centrum nauk. Okres rozkwitu Cezarei trwał także pod panowaniem Bizancjum. W owym czasie był to ważny ośrodek handlowy.

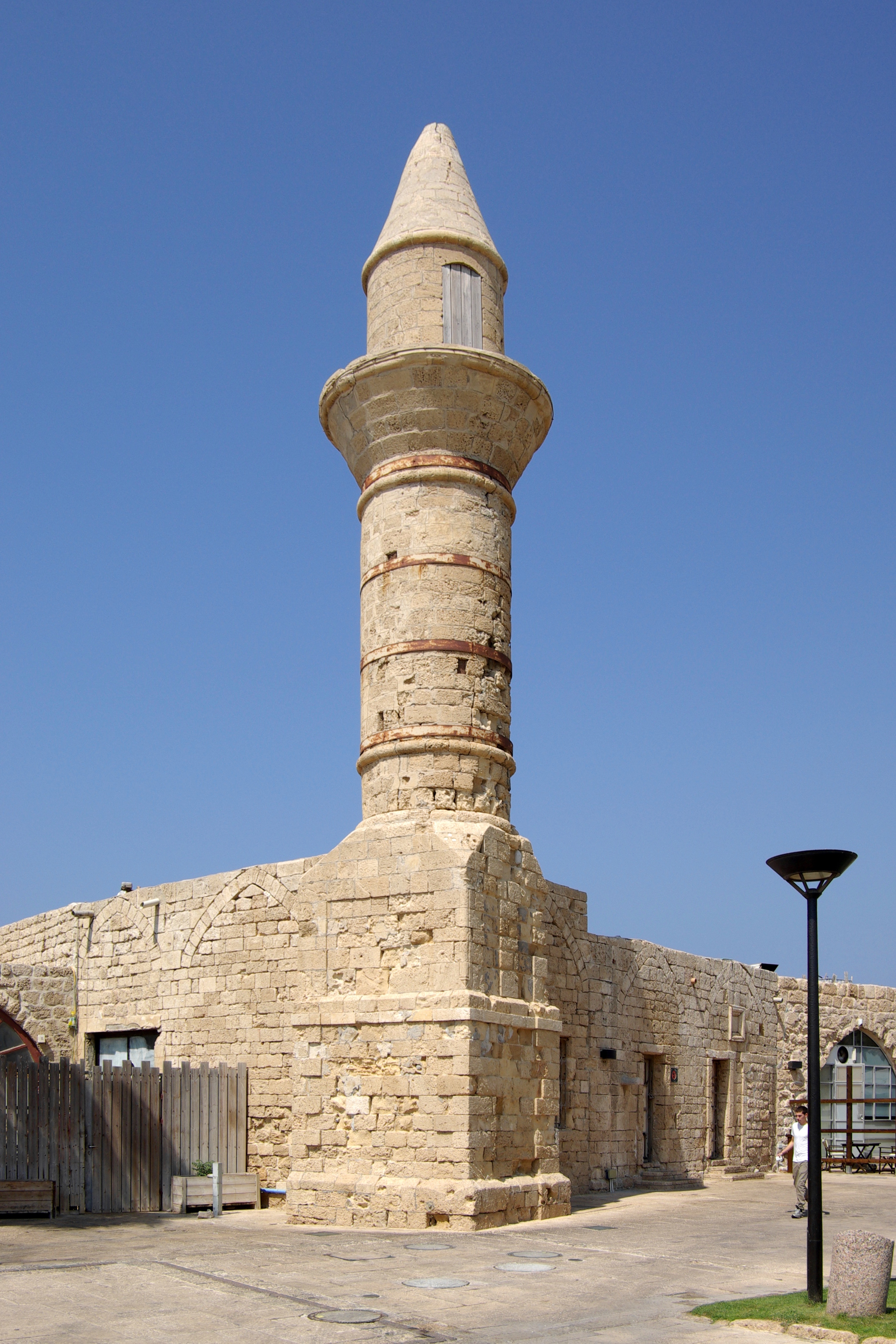
Meczet w Cezarei

Okres dobrobytu zakończył się wraz z podbojem Palestyny przez Arabów. Cezarea była ostatnim palestyńskim miastem, które dopiero w 640 roku zostało podbite przez muzułmańskich najeźdźców. W 1101 zaniedbaną Cezareę zajęli krzyżowcy, ale w 1187 ponownie ją utracili. W 1191 siły angielskie i francuskie (III wyprawa krzyżowa) zdobyły twierdzę Akkę, a następnie pas nadmorski z Cezareą i Jaffą. Aby powstrzymać muzułmańskie ataki w 1251 wybudowano mury obronne z głęboką fosą. Nie zdołało to jednak powstrzymać armii egipskich Mameluków, którzy pod wodzą sułtana Bajbarsa w 1265 zdobyli i zburzyli miasto. Następnie do XIX wieku Cezarea leżała w gruzach.
Współczesna osada została założona w 1884 przez muzułmanów z Bośni. Na starożytnych ruinach powstała wówczas mała wioska rybacka. Wielu tutejszych mieszkańców opuściło swoją wioskę, gdy wybudowana na początku XX wieku linia kolejowa ominęła szerokim łukiem Cezareę. Ostatni spis ludności przeprowadzony w 1948 w Palestynie, wykazał w Cezarei 1148 mieszkańców. Podczas wojny domowej w Mandacie Palestyny większość arabskich mieszkańców uciekła ze strachu przed pogromem ze strony żydowskich oddziałów Hagany. W lutym 1948 wioskę zajęli Żydzi. Wypędzono wówczas pozostałych arabskich mieszkańców, a ich domy wyburzono.
Wraz z powstaniem w 1948 niepodległego państwa Izrael, rodzina Rotschildów przekazała żydowskiemu państwu swoje ogromne dzierżawy gruntów w Palestynie. Wśród tych ziem znajdowały się także grunty w rejonie Cezarei. W 1952 powstała fundacja pod nazwą The Caesarea Edmond Benjamin de Rothschild Development Corporation (hebr.: החברה לפיתוח קיסריה אדמונד בנימין דה רוטשילד), której celem jest rozwój i promocja Cezarei. Baron Edmond James de Rothschild zastrzegł sobie, że nowa osada powstała w 1977 będzie rozwijać edukację, sztukę i kulturę dla dobra Izraela.

## Gospodarka
Gospodarka wioski opiera się na rolnictwie i turystyce.

## Transport
Przy wiosce przebiega autostrada nr 2. Aby na nią wjechać należy lokalną drogą pojechać w kierunku południowym, do położonego przy Porcie Hadera węzła drogowego autostrady nr 2 z drogą ekspresową nr 65. Z południowej części Cezarei wychodzi droga nr 651, którą jadąc w kierunku wschodnim, dojeżdża się do skrzyżowania z drogą ekspresową nr 4 i do strefy przemysłowej Cezarei. Ze środkowej części Cezarei wychodzi lokalna droga, którą można dojechać do położonego na wschodzie miasta Or Akiwa.

## Turystyka

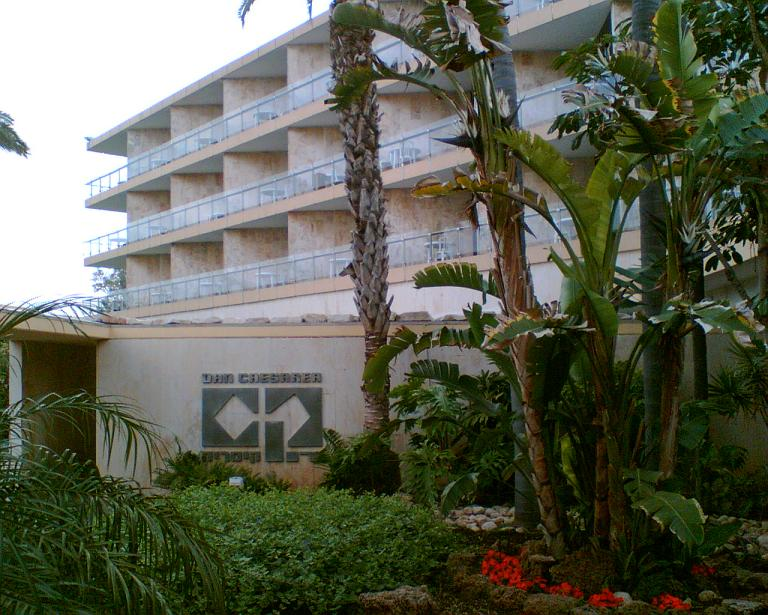
Hotel Dan Caesarea w Cezarei

Tutejszą atrakcją są ruiny starożytnego miasta Cezarei Nadmorskiej. W utworzonym tutaj Parku Narodowym Cezarei można podziwiać starożytne ruiny. Na wschód od wejścia do miasta krzyżowców leży stylowa bizantyjska ulica z drzewami tamaryszkowymi. Pozostałości portu morskiego wybudowanego przez Heroda Wielkiego znajdują się obecnie 5 m pod wodą i są dostępne jedynie dla płetwonurków. Dobrze zachowały się portowe składy, świątynie rzymskie, część murów obronnych miasta oraz najstarszy amfiteatr w Izraelu. Został on odbudowany i może pomieścić 3500 widzów. W okresie letnim scena jest wykorzystywana do różnych spektakli i imprez organizowanych na otwartym powietrzu.

## Kultura

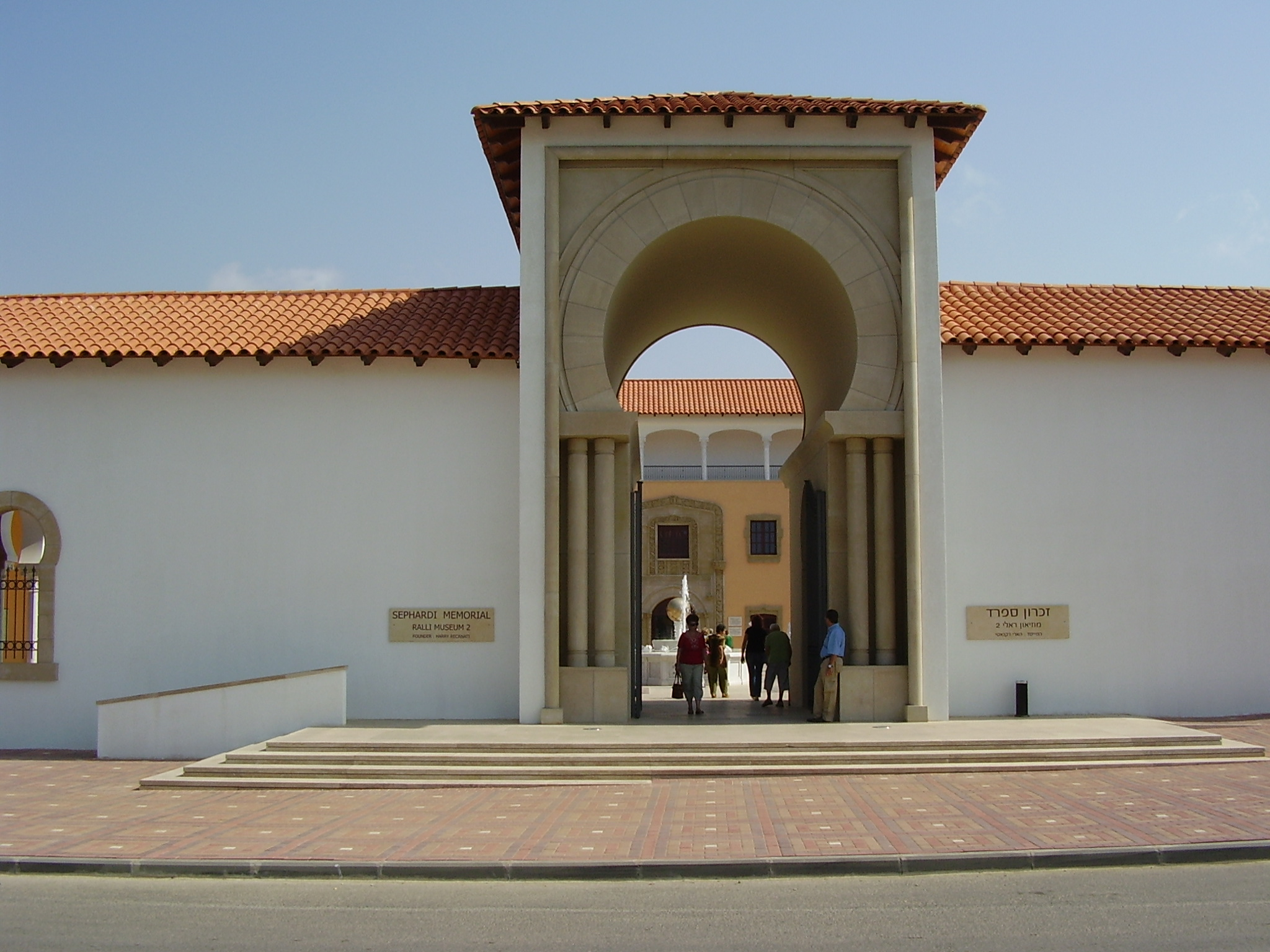
Wejście do Ralli Museum w Cezarei

Centrum Kultury i Rekreacji Cezarei jest społecznym centrum osady, oferującym różnorodne formy działalności każdego dnia. Klub prowadzi grupy teatralne, zespoły taneczne i chór, oraz inne.
W Cezarei znajduje się Ralli Museum, w którym prezentowana jest duża kolekcja sztuki południowoamerykańskiej oraz kilka oryginałów Salvador Dalí. W ostatnich latach w Cezarei odbywa się coroczny Festiwal Jazzu, podczas którego występują najwyższej klasy muzycy jazzowi z całego świata.

## Sport
W zachodniej części Cezarei znajduje się największe w Izraelu pole golfowe, posiadające 18 dołków. Działa tutaj The Caesarea Golf & Country Club.